# 城ノブ

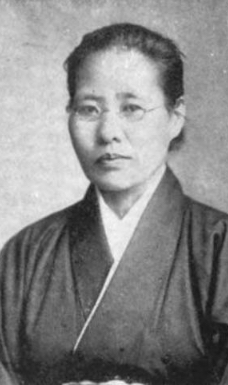
城ノブ（1923年頃）

城 ノブ（じょう ノブ、1872年11月18日（明治5年10月18日）- 1959年（昭和34年）12月20日）は、日本のキリスト教徒、社会事業家である。愛称は「愛媛のマザー・テレサ」。

## 経歴・人物

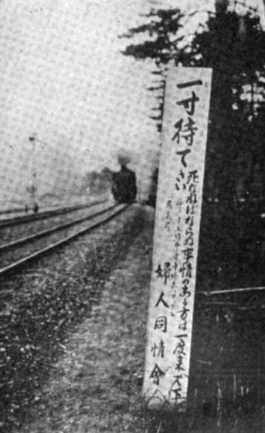
ノブら婦人同情会が設置した看板

愛媛県温泉郡川上村（現在の東温市）にてフィリップ・フランツ・フォン・シーボルトの弟子であった城謙三の次女として生まれる。松山女学校（現在の松山東雲中学校・高等学校）に入学し、在学中は漢学塾でも学ぶ。1890年（明治23年）に卒業後は宣教師だったデュークス（Oscar A. Dukes）から洗礼を受けキリスト教徒となるが、父から勘当された事により独立した。1893年（明治26年）には横浜に居住し聖経女学校神学部（のち青山学院神学部女子部等を経て現在は東京神学大学）に入学し、卒業後は弘前に移住し来徳女学校（現在の弘前学院大学）にて教鞭を執り養老院勤務の傍らキリスト教の伝道活動にも携わる。
1903年（明治36年）には社会主義者として活動していた伊藤智二郎と結婚し、長男城一男を儲ける。しかし夫が海外に亡命した事により、入籍はしないまま長男と共に実家に戻った。なお長男は後にトロント大学に留学し、後にノブが設立した神戸婦人同情会及び近畿養護施設協議会の理事長等を歴任している。1916年（大正5年）には長男が後に理事長を務めた神戸婦人同情会の設立に携わり、不幸な人生を送る女性達の救済に貢献した。活動中は暴力団の排除のために団員の元に立ち向かい聴覚障害が残り足に重傷を負うといった事もあったが、失望せず神戸市灘区に同会が経営する第一母子寮や児童養護施設「子供の家」、青谷愛児園を設置し家庭崩壊危機に面している母子等の救済に携わった。
1921年（大正10年）には倉吉で講演を行い、翌1922年（大正11年）には松江や米子等の山陰地方を中心に巡回した。1925年（大正14年）には同じく社会事業家だった早川かいが夫と共に協会員として在籍していた秋田県楢山に所在する教会にも出向く。翌1926年（昭和元年）には鳥取にて久布白落実と共に公娼問題の講演会を行い、林歌子等が出席した。また尼崎市内にて第二母子寮及び園田愛児園の設置にも携わるが、1945年（昭和20年）に太平洋戦争による空襲により焼失した。第二次世界大戦後はその空襲により焼失した母子寮の再建に携わり、後に日本基督教婦人矯風会の神戸支部長及び山陰部会長となり、林や十時菊子と共に西日本におけるキリスト教の社会事業家となった。1959年（昭和34年）に死去した際には理事長を務めた神戸婦人同情会主催の葬儀として河上丈太郎が葬儀委員長を務め、日本基督教団神戸栄光教会にて執り行われた。墓所は芦屋市立霊園に葬られている。